# 片木篤
片木篤（かたき あつし、1954年5月12日- ）は、日本の建築史学者、名古屋大学名誉教授。

## 略歴
大阪府生まれ。1977年東京大学工学部建築学科卒、87年同大学院博士課程修了、「エドウィン・ラッチェンス研究 住宅における軸構成の分析」で工学博士の学位を取得。プリンストン大学建築学修士課程修了。京都精華大学助教授、名古屋大学工学部助教授をへて、環境学研究科教授。英国建築史が専門。

## 著書
- 『イギリスの郊外住宅 中流階級のユートピア』住まい学大系 住まいの図書館出版局 1987
- 『イギリスのカントリーハウス』(建築巡礼) 丸善 1988
- 『英国木造建築の美』武田雄二写真 グラフィック社 1994
- 『テクノスケープ 都市基盤の技術とデザイン』鹿島出版会 1995
- 『アーツ・アンド・クラフツの建築』SD選書 鹿島出版会 2006
- 『オリンピック・シティ東京 1940・1964』河出ブックス 河出書房新社 2010
- 『イギリスの産業遺産』増田彰久写真 柏書房 2017
- 『チョコレート・タウン 〈食〉が拓いた近代都市』名古屋大学出版会 2023

### 共編著
- 『建築史の想像力』上野邦一共編, 名古屋大学建築・都市史研究会著 学芸出版社 1996
- 『近代日本の郊外住宅地』藤谷陽悦,角野幸博共編. 鹿島出版会 2000
- 小寺武久『都市・建築空間の史的研究』西澤泰彦・溝口正人・野々垣篤・堀田典裕共編 中央公論美術出版 2017
- 『私鉄郊外の誕生』編 柏書房 2017

### 翻訳
- マンフレッド・タフーリ, フランチェスコ・ダル・コ 『図説世界建築史 第15-16巻　近代建築』本の友社 2002-03
- バリー・シェルトン『日本の都市から学ぶこと 西洋から見た日本の都市デザイン』鹿島出版会 2014

## 論文
- <片木篤